# Юров, Николай Павлович
Николай Павлович Юров (род. 20 февраля 1946, Томск) — советский футболист, нападающий, тренер, судья.

## Биография

### Клубная карьера
Воспитанник томского футбола, в детстве также занимался хоккеем. Тренер — Николай Николаевич Просвирин. Выступал за юношескую сборную Томской области по футболу. В хоккее в начале 1960-х годов сыграл несколько матчей в классе «Б» в составе томского «Политехника», но затем сосредоточился на футболе.
В 1964 году дебютировал в основном составе томского «Торпедо» в классе «Б». В 1965 году со своим клубом стал серебряным призёром зонального турнира класса «Б», а клуб перешёл дивизионом выше. Всего за томскую команду сыграл 72 матча в первенствах страны. Также выступал в соревнованиях мастеров за «Иртыш» (Омск), «Шахтёр» (Прокопьевск), «Сибэлектротяжмаш» (Новосибирск). В начале 1970-х годов играл за команду г. Северска в первенстве страны среди закрытых городов.

### Тренерская карьера
Более 35 лет работал детским тренером в Томске, прежде всего в ДЮСШ № 17, где был тренером, а затем директором. В течение двух сезонов (1976—1977) входил в тренерский штаб команды мастеров «Торпедо» (Томск). Среди его воспитанников — Владимир Помещиков, Игорь Гимро, Сергей Димитрюк, Виталий Соловцов, Александр Скороходов, Борис Егоров, Владимир Пузанов и другие.
Также тренировал юных хоккеистов. Около 35 его воспитанников-футболистов играли в командах мастеров, а 4 хоккеиста получили звания мастера спорта.
Окончил Томский пединститут (1973). Награждён званиями «Тренер высшей категории», заслуженный работник физической культуры РСФСР.

### Судейская карьера
С 1970-х годов судил матчи второй лиги, с начала 1980-х годов — первой лиги. В 1985 году дебютировал в качестве главного судьи в высшей лиге, где в 1985—1989 годах провёл 34 матча. 26 августа 1986 года присвоена всесоюзная категория. В 1987 году вошёл в список лучших судей сезона. Работал на международных матчах, в том числе с участием мюнхенской «Баварии». До 1991 года судил матчи в соревнованиях мастеров, затем несколько лет работал на турнирах КФК.

## Личная жизнь
Сыновья Виталий (род. 1969) и Вячеслав тоже занимались футболом. Виталий сыграл 39 матчей за «Томь» во второй лиге России. Старшие братья играли в футбол на детско-юношеском уровне.